# Radio Andorre
Radio Andorre ou Ràdio Andorra en catalan et Radio Andorra en espagnol est une ancienne station de radio périphérique, généraliste et privée francophone et hispanophone, principalement financée par la publicité, créée en 1939 et officiellement arrêtée en 1981. Située en territoire d'Andorre, son statut lui a permis de contourner la législation de la France et de l'Espagne.

## Histoire

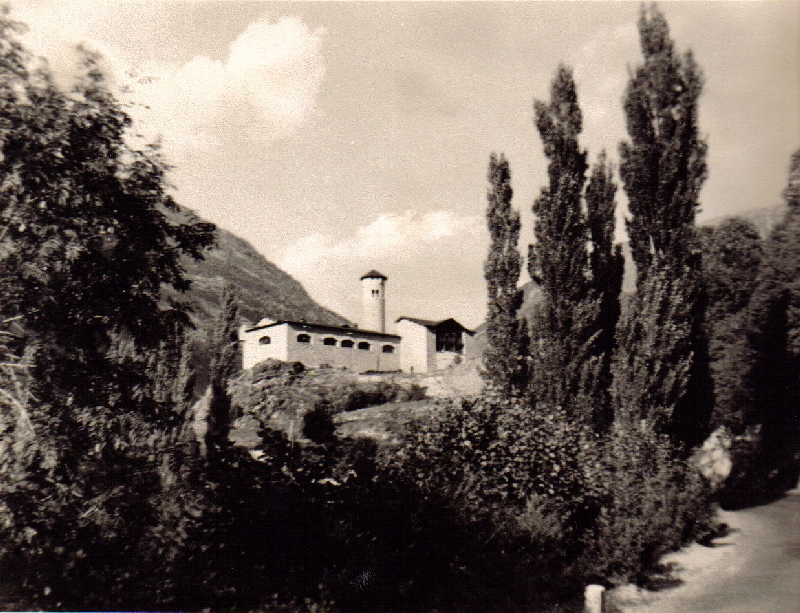
Centre émetteur de Radio Andorre au Puy d'Encamp (Principauté d'Andorre) en août 1961.

La station de radio est créée en 1939 dans la Principauté d'Andorre, à l'initiative de Jacques Trémoulet, également propriétaire à l'époque de Radio Toulouse.
Elle émet sans interruption durant toute la Seconde Guerre mondiale et ne diffuse qu'un programme musical, ponctué de son célèbre indicatif «¡Aquí Radio Andorra!». Allemands et Alliés tentent en vain de la contrôler mais la neutralité de la Principauté d'Andorre lui sert de bouclier. À la Libération, elle a connu divers ennuis initiés par les autorités françaises : brouillage, blocage des disques à la frontière, plainte contre son fondateur pour collaboration. Son bon droit a finalement été reconnu et elle a pu continuer à émettre.
Jacques Trémoulet décide même un temps de relayer ce programme via l'émetteur espagnol de Radio Océan / Atlantic 2000 situé près de Saint-Sébastien.
En complément à la célèbre Radio Toulouse, Jacques Trémoulet prend le contrôle de Radio Agen et de Radio Bordeaux. Après la Seconde Guerre mondiale, il crée Radio Africa à Tanger, Radio Intercontinental à Madrid et Radio Antilles sur l'île de Montserrat (West Indies) avec l'émetteur le plus puissant des Caraïbes.
Les deux radios historiques d'Andorre, Radio Andorre et Sud Radio sont diffusées en ondes moyennes. Toutefois à partir du 18 mars 1976, Radio Andorre est également retransmise en ondes courtes sur la fréquence 6230 kHz, sous le nom de Radio Andorre Internationale, ne diffusant pas toujours les mêmes programmes que Radio Andorre,.
Se revendiquant comme la radio des pays d'Oc, Radio Andorre diffuse à partir de 1978, une petite partie de son programme en occitan pour la première fois. De 1978 à 1981, l'émission Le Magazine des Pays d'Oc diffusé depuis 1976 inclut la section en occitan País d'Oc, retransmise tous les jours à 13h45 et présentée par Miquel Rossolin,.
En 1981, les autorités andorranes souhaitent nationaliser la radiodiffusion de la Principauté et ne reconduisent pas les concessions des deux radios privées de ce territoire : Radio Andorre et Sud Radio.
À la suite de l'alternance politique en France, en mai 1981 et l'arrivée de François Mitterrand à l’Élysée, grâce au nouveau statut des radios privées sur le territoire français, Sud Radio se retrouve dès lors totalement repliée dans ses studios de Toulouse, diffusant ses programmes via un émetteur TDF situé en France à Muret.
Radio Andorre ne bénéficiant pas de cette opportunité, tant du côté français que du côté espagnol, cesse définitivement d'émettre, le 9 avril 1981.
En 1984, entre le 4 janvier et le 7 avril, Radio Andorre est partiellement relancée. Cependant, cette tentative échoue,. Ainsi, depuis que Sud Radio quitte définitivement la principauté en 1986,,, l'Andorre de possède plus de radio nationale, jusqu'au 8 septembre 1990 lorsque la nouvelle Ràdio Andorra renommée depuis Ràdio Nacional d'Andorra commence ses retransmissions, désormais dans la bande FM, de statut public, propriété de l'ORTA.

### Émission mensuelle d'hommage en ondes courtes
Depuis 2001, un site d'archives iconographiques et sonores de la station partage des extraits ou des anciennes émissions intégrales de Radio-Andorre. N'ayant aucun lien avec l'ancienne station disparue ce site web est toutefois est alimenté par plus de 110 contributeurs, pour la plupart, d'anciens salariés de Radio-Andorre. On le doit à l'initiative d'un passionné de radio, Jean-Marc Printz.
Depuis le 12 avril 2021, grâce à l'intervention de l'ingénieur allemand Christian Milling, ces archives ainsi que des émissions souvenirs animées par d'anciens de la station, sont retransmises le premier dimanche de chaque mois à 18h, en ondes courtes et sur différents émetteurs européens situés en Autriche, en Allemagne ou en Arménie ,,,,. La durée des émissions oscille entre une et quatre heures. Les archives originales ont fait l'objet d'un travail de restauration assuré par Christian Milling. Elles proviennent des contributeurs du site d'archive mais aussi des Archives Nationales de la Principauté d'Andorre. Comme sur la station historique, chaque retransmission commence généralement par la "Marche des Conseillers d'Andorre" et se termine par l'hymne national andorran. Les émissions de 2 heures de "Histoire Racontée de Radio-Andorre" se complètent également par le récit de l'histoire de la station, année après année, avec de nombreux témoignages, extraits sonores et documents divers. Toutes ces émissions sont diffusées également en première sur la chaîne YouTube du site,,,,.

## Identité graphique
Émissions en français :

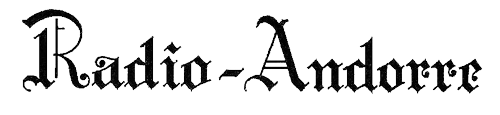
1939 - 1951
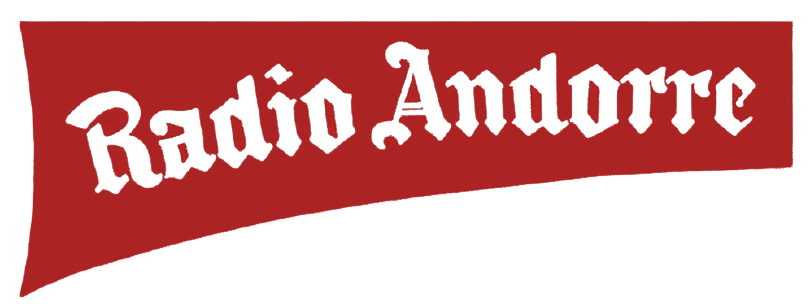
1951 - 1961
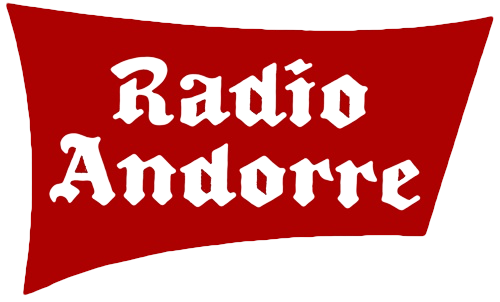
1961 - 1976
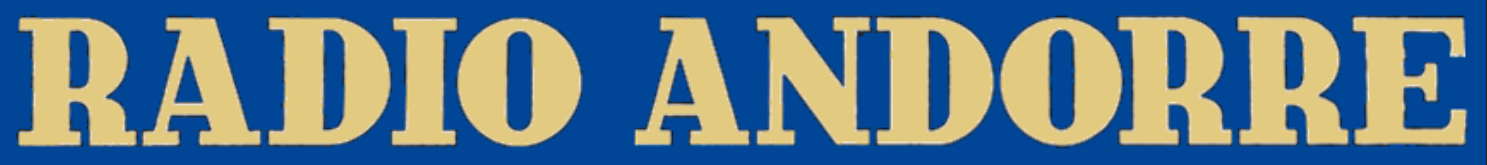
1976 - octobre 1977
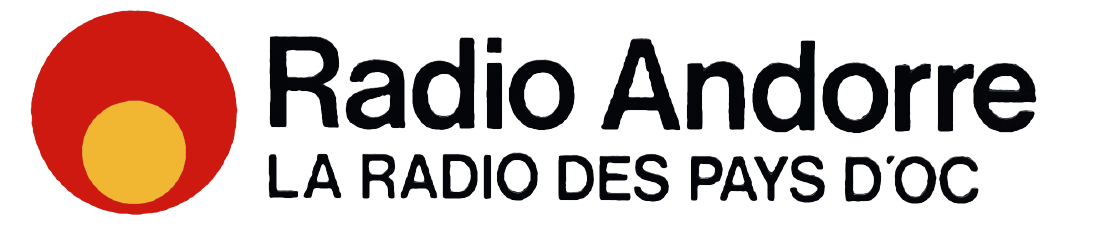
1977 - 1981

Émissions en espagnol (jusqu'en 1977) et en catalan :

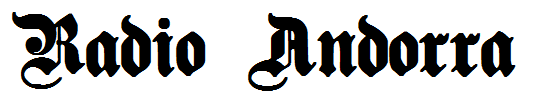
1939 - 1977
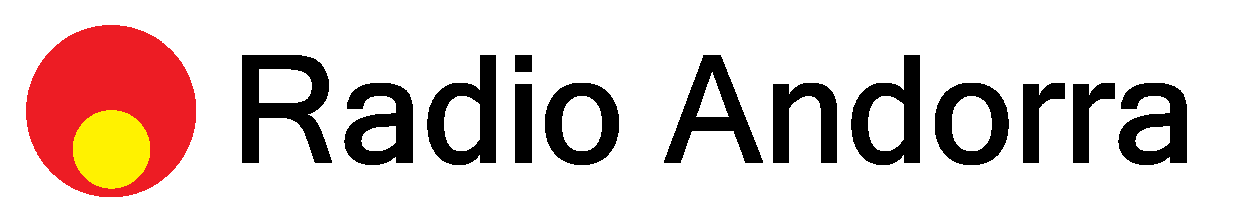
1977 - 1981

### Dates
- 1935 : projet de création d'une station de radio nationale en Principauté d'Andorre. Un contrat de concession d'une durée de 30 ans est signée.
- 1936 : création de la régie publicitaire Radio Information. Le contrat de concession signé l'année précédente passe de 30 à 60 ans.
- 1937 : début de construction de l'émetteur de Radio Andorre sans réponse officielle de l'État français. Réglementation sur la puissance de l'émetteur, la France refuse une puissance d'émission supérieure à 200 kilowatts.
- 1938 : le colonel de gendarmerie Baulard tente de faire cesser les travaux de construction de l'émetteur, les Andorrans soutiennent Jacques Trémoulet et Stanislas Puiggros face à l'assaut des gardes mobiles français. Après refus, la France donne enfin l'autorisation à Radio Andorre de construire l'émetteur. Cependant, la puissance d'émission est fixée à 60 kW maximum en ondes moyennes, puis à 1 kW en ondes courtes.
- 1939 : les premières émissions démarrent le 7 août où l'on peut déjà entendre le célèbre "Aquí Ràdio Andorra" de Maria Escrihuela puis, après son départ, par Victoria Zorzano.
- 1940 : la guerre ayant éclaté en France, les émissions se font uniquement en castillan et en catalan de juillet à octobre.
- 1946 : Victoria Zorzano quitte définitivement la station pour épouser un concessionnaire d'automobiles en Principauté.
- Carmen del Monte-Alonso, puis Lydia Merino enregistrent le célèbre indicatif "Aqui Radio Andorra!".
- L'indicatif "Aqui Radio Andorra!" sera complété durant plusieurs années par "Emisora del Principado de Andorra".
- Ce sera la voix de Lydia Merino qui prononcera ce célèbre indicatif jusqu'à la fermeture de la station en 1981.
- 1948 : plusieurs épisodes de brouillage de la station interviennent et la France interdit l'accès aux disques et au matériel radiophonique à la frontière. Radio Andorre porte plainte contre le directeur général de la R.D.F. et réclame des dommages et intérêts.
- 1949 : les mesures prises l'année précédente sont reconnues par l'État français comme illégales.
- 1956 : augmentation de la puissance d'émission de l'émetteur O.M. SFR qui passe à 140 kW.
- 1960 : les frères Marquet intègrent la station qu'ils feront évoluer jusqu'à sa disparition.
- 1961 : lancement d'une émission de nuit en ondes courtes (émetteur de 25 kW) en anglais et en allemand.
- 1964 : la station accueille l'étape du Tour de France en principauté d'Andorre.
- 1964 : acquisition et installation d'un nouvel émetteur O.M. de fabrication suisse Brown-Bovery d'une puissance de 400 kW.
- 1971 : décès de Jacques Trémoulet.
- 1975 : un projet de lancer ce programme en grandes ondes et en plusieurs langues européennes durant la nuit a été proposé puis rejeté. La Principauté d'Andorre ne disposant d'ailleurs d'aucune fréquence radio dans cette gamme des grandes ondes.
- 1980 : le Conseil des Vallées annonce qu'il ne souhaite pas renouveler la concession signée avec Radio Andorre, ni celle avec la Sofirad pour Sud Radio en 1961.
- 1981 : le 2 avril, la station est sommée de cesser toute émission, ce qu'elle exécute dès 21h10. Reprise des émissions le 8 avril à 12h00 et interruption définitive des programmes le jeudi 9 avril à 20h55 sur ordre de la police andorrane qui intervient dans les locaux. Le lendemain, la station et ses équipements sont mis sous séquestre. Les salaires continuent d'être versés au personnel subsistant et ce jusqu'en juin, alors que nombre d'animateurs démissionnent avant de rejoindre d'autres radios nationales. Chaque membre du personnel encore présent poursuit son travail habituel ou essaye de se divertir faisant fi des événements, en espérant une hypothétique reprise des émissions.

Malheureusement, c'est en novembre que les frères Marquet annoncent aux 38 personnes restant fidèles au poste que Radio Andorre cesse définitivement d'exister. Les studios sont abandonnés et laissés sans protection, les 2 pylônes de 125 mètres de l'antenne du lac d'Engolasters (à 1620 mètres d'altitude) ne seront jamais démontés et l'émetteur du pic d'Encamp restera muet pour toujours.
- 1991 : un incendie ravage totalement les studios détruisant ainsi les archives et les enregistrements abandonnés depuis la fermeture de la station.
- 5 février 2009 : les Ministres andorran et espagnol des Affaires étrangères signent un accord qui met fin à 28 années de conflit sur la propriété du bâtiment de l'ancien émetteur de Radio Andorre, qui est ainsi cédé à la Principauté ; cet accord permettra également au gouvernement andorran d'indemniser les anciens salariés de la station dont les salaires n'avaient pas été versés lors de la fermeture de Radio Andorre, en 1981[22].
- 23 décembre 2009 : le Parlement andorran (Conseil général) ratifie l'accord sur la cession des biens de Radio Andorre (Bulletin officiel de la Principauté)[22].
- 6 janvier 2010 : le gouvernement andorran, devenu propriétaire des bâtiments de l'ancien émetteur de Radio Andorre au Pic d'Encamp, entreprend les travaux de réhabilitation de ce site construit spécialement en 1938/39 pour abriter les émetteurs de la station. À cette occasion sont retrouvées les archives de Radio Andorre ainsi que 199 000 disques sauvés de l'importante discothèque de la station, qu'on supposait détruits lors de l'incendie de l'immeuble du Roc de les Anelletes en 1991, qui abritait les bureaux et les studios de Radio Andorre à Andorre-la-Vieille.
- 24 mai 2010 : la Poste andorrane émet un timbre de 0,56 € représentant l'ancien émetteur de Radio Andorre au pic d'Encamp, réalisé par Francisco Sanchez.
- 15 février 2012 : le gouvernement andorran, après avoir lancé la réhabilitation de l'ancien centre émetteur de Radio Andorre, situé au Puy d'Encamp, prend la décision de transformer ce bâtiment mythique construit en 1938-1939 et inauguré le 7 août 1939 par Anatole de Monzie, ministre français des Travaux publics, en musée de la radio. L'inauguration de ce musée est fort attendue depuis 2014[23]et devrait normalement ouvrir fin de l'année suivante[24].

Le 24 juillet 2019, Radio Andorre, qui aurait eu 80 ans si elle n'avait pas disparu en 1981, fête son anniversaire par le lancement d'une webradio temporaire intervenu il y a quelques mois. Cette webradio propose un flux musical entre musiques de l'époque et actuelles, entrecoupé d’anecdotes et de souvenirs sur ce qu’était la radio d'autrefois. Le flux propose aussi des actualités culturelles et touristiques de la Principauté.
Pour les 40 ans de la fermeture de cette radio, le hit-parade dont la diffusion était prévue le 12 avril 1981 a été mis en ondes pour la première fois, sous la forme d'une reconstitution présentée par Max Lafontaine.

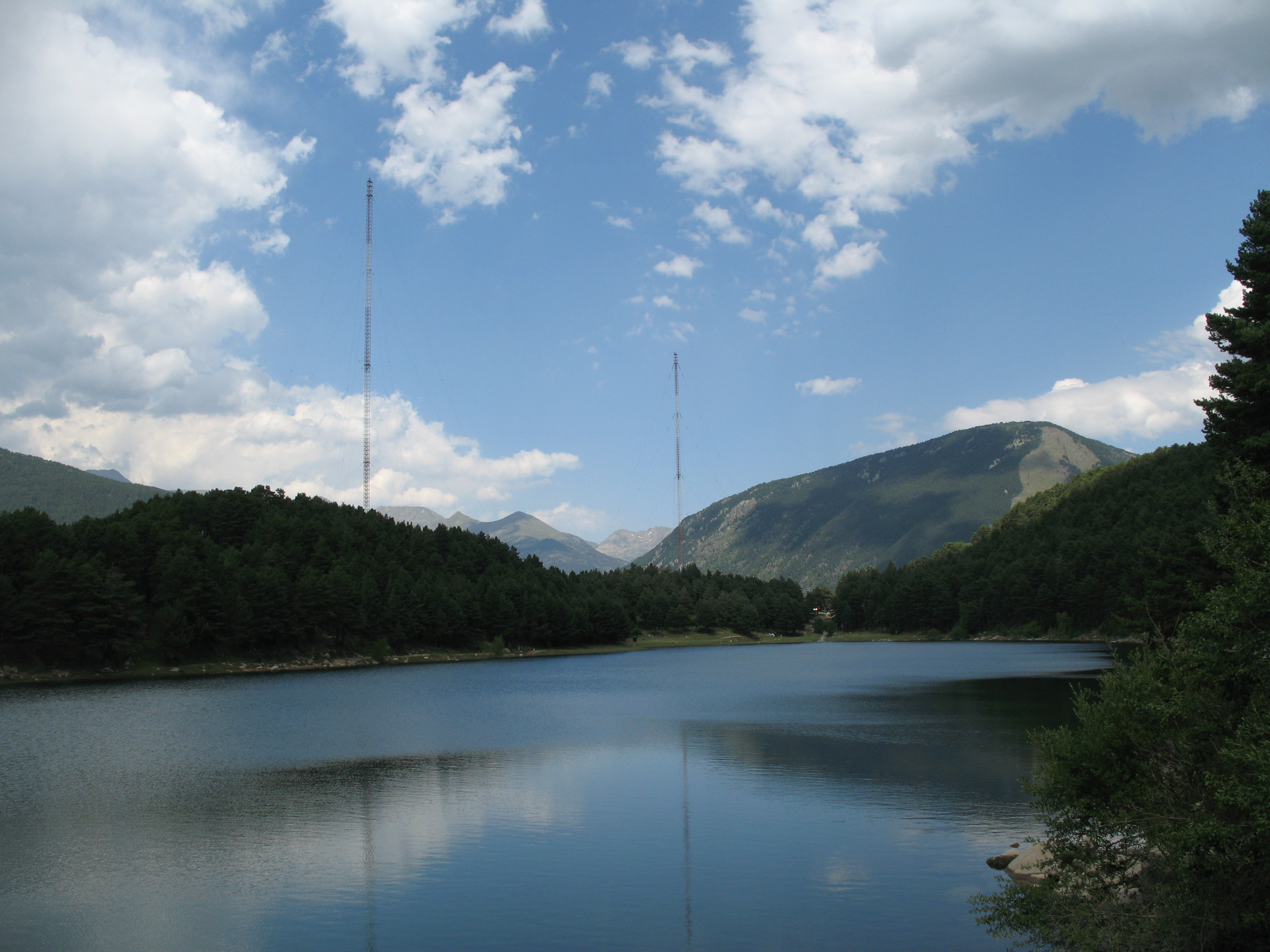
Le site du lac d'Engolasters accueille toujours les 2 pylônes de 125 mètres de l'antenne de Radio Andorre malgré l'arrêt définitif des programmes.

## Personnalités liées à Radio Andorre
- Jacques Trémoulet (1896-1971), l'un des fondateurs de la radio;
- Rossend Marsol Clua, connu également sous son nom de plume Sícoris  (1922-2006), personnalité médiatique de Radio Andorrre.